# Élections municipales françaises de 2014
Les élections municipales françaises de 2014 ont lieu les 23 et 30 mars 2014 pour le renouvellement des conseils municipaux des 36 681 communes françaises. Pour la première fois, les conseillers communautaires représentant les communes de plus de 1 000 habitants au sein des intercommunalités à fiscalité propre sont également élus en même temps et sur le même bulletin, alors que les représentants des communes de moins de 1 000 habitants sont déterminés par l'élection des maires et adjoints.
À l'issue du scrutin, la droite détient une majorité des villes de plus de 10 000 habitants : 572 contre 349 à la gauche. Ce scrutin est une défaite pour la gauche, qui perd 121 villes de plus de 15 000 habitants. L'extrême droite gagne 14 villes, un niveau jamais atteint sous la Ve République.

## Modes de scrutin
Les élections municipales ont lieu tous les six ans dans l'ensemble des communes françaises.
Les dates du scrutin ont été fixées par un décret du 23 septembre 2013 : le premier tour a lieu le dimanche 23 mars et le second, dans les communes concernées, le dimanche 30 mars 2014. Ces dates ont été décalées de deux semaines par rapport à celles qui avaient été envisagées en raison des vacances scolaires de la zone A.
La loi du 17 mai 2013 a modifié le mode de scrutin : le seuil d'application du scrutin majoritaire a été abaissé et celui-ci ne concerne plus que les communes de moins de 1 000 habitants (au lieu de 3 500 auparavant). Cette réforme a notamment pour objet d'imposer le respect des règles de parité entre femmes et hommes dans les 6 659 communes dont la population est comprise entre 1 000 et 3 500 habitants : « alors que les femmes représentent 48,5 % des conseillers municipaux dans les communes de 3 500 habitants et plus à l’heure actuelle, elles ne sont que 32,5 % dans les communes de moins de 3 500 habitants. Avec le nouveau seuil, ce sont environ 10 000 femmes supplémentaires qui doivent faire leur entrée dans les instances communales, au moins dans les assemblées délibérantes ». Elle vise également à favoriser la parité dans les intercommunalités.
De plus, les électeurs des communes de 1 000 habitants et plus élisent désormais sur le même bulletin de vote les représentants de la commune aux conseils des EPCI à fiscalité propre.

### Communes
Le mode de scrutin (proportionnel ou majoritaire) et le nombre d'élus de chaque conseil municipal sont fixés par le nombre d'habitants de chaque commune au 1er janvier 2014, les données utilisées devant, selon l'article R. 25-1 du code électoral, être les dernières authentifiées par décret et publiées au Journal officiel.
Afin de permettre aux communes et aux candidats de préparer les élections, l'INSEE communique aux mairies les chiffres de populations municipales dès décembre 2013,. En 2013, une centaine de communes ont franchi le seuil de 1 000 habitants à la hausse et une vingtaine à la baisse.
Les modes de scrutin sont donc les suivants :
- Communes de moins de 1 000 habitants : scrutin majoritaire plurinominal avec panachage. Au premier tour, des candidats sont élus s'ils ont obtenu la majorité absolue et le vote d'au moins le quart des électeurs inscrits ; au second tour, la majorité relative suffit. Depuis la loi du 17 mai 2013, on ne peut plus être élu si l'on n'a pas préalablement fait acte de candidature[10].
- Communes de 1 000 habitants et plus : scrutin proportionnel de liste avec prime majoritaire. Au premier tour, la liste qui remporte la majorité absolue et le vote d'au moins le quart des électeurs inscrits remporte 50 % des sièges, le reste est réparti entre toutes les listes ayant obtenu au moins 5 % des suffrages exprimés ; si aucune liste n'obtient la majorité absolue, un second tour a lieu auquel peuvent se présenter les listes ayant réuni au moins 10 % des suffrages exprimés au premier tour (les listes ayant obtenu au moins 5 % peuvent fusionner avec une liste qualifiée pour le second tour). Au second tour, la liste arrivée en tête obtient 50 % des sièges et le reste est réparti entre toutes les listes ayant obtenu au moins 5 %. En application de la loi de 2007 sur la parité[11], les listes doivent être composées alternativement d'un candidat de chaque sexe.
- Paris, Marseille et Lyon : le scrutin a lieu dans chacun des arrondissements (secteurs à Marseille) de la même manière que dans les communes de plus de 1 000 habitants. Dans chaque arrondissement (ou secteur), environ le tiers des élus siègent également au conseil municipal.

Le nombre de membres devant former le conseil municipal est déterminé en fonction de la population municipale légale au 1er janvier 2014 et a été abaissé par la loi du loi du 17 mai 2013 pour les plus petites communes (moins de 1000habitants) de neuf à sept conseillers municipaux :
| Nombre d'habitants     | <0100    | <0500    | <010500   | <020500   | <030500   | <050000   | <0100000  | <0200000  | <0300000 | <0400000 | <0500000  |       |
| Conseillers municipaux | 7        | 11       | 15        | 19        | 23        | 27        | 29        | 33        | 35       | 39       | 43        |       |
| Nombre d'habitants     | < 60 000 | < 80 000 | < 100 000 | < 150 000 | < 200 000 | < 250 000 | < 300 000 | > 300 000 | Toulouse | Lyon     | Marseille | Paris |
| Conseillers municipaux | 45       | 49       | 53        | 55        | 59        | 61        | 65        | 69        | 71       | 73       | 101       | 163   |

Élection des maires et adjoints
Dans toutes les communes, le maire et les maires-adjoints sont élus au scrutin secret parmi les conseillers municipaux, au cours de la première réunion du conseil municipal, alors présidé par son doyen d'âge, et qui doit se tenir de plein droit entre le vendredi et le dimanche qui suit l'élection complète du conseil,. Les deux premiers tours se font à la majorité absolue et le 3e tour, si nécessaire, se fait à la majorité relative. Le conseil municipal doit être convoqué par le maire sortant trois jours francs avant sa réunion, quel que soit le nombre d'habitants de la commune.

### Intercommunalités

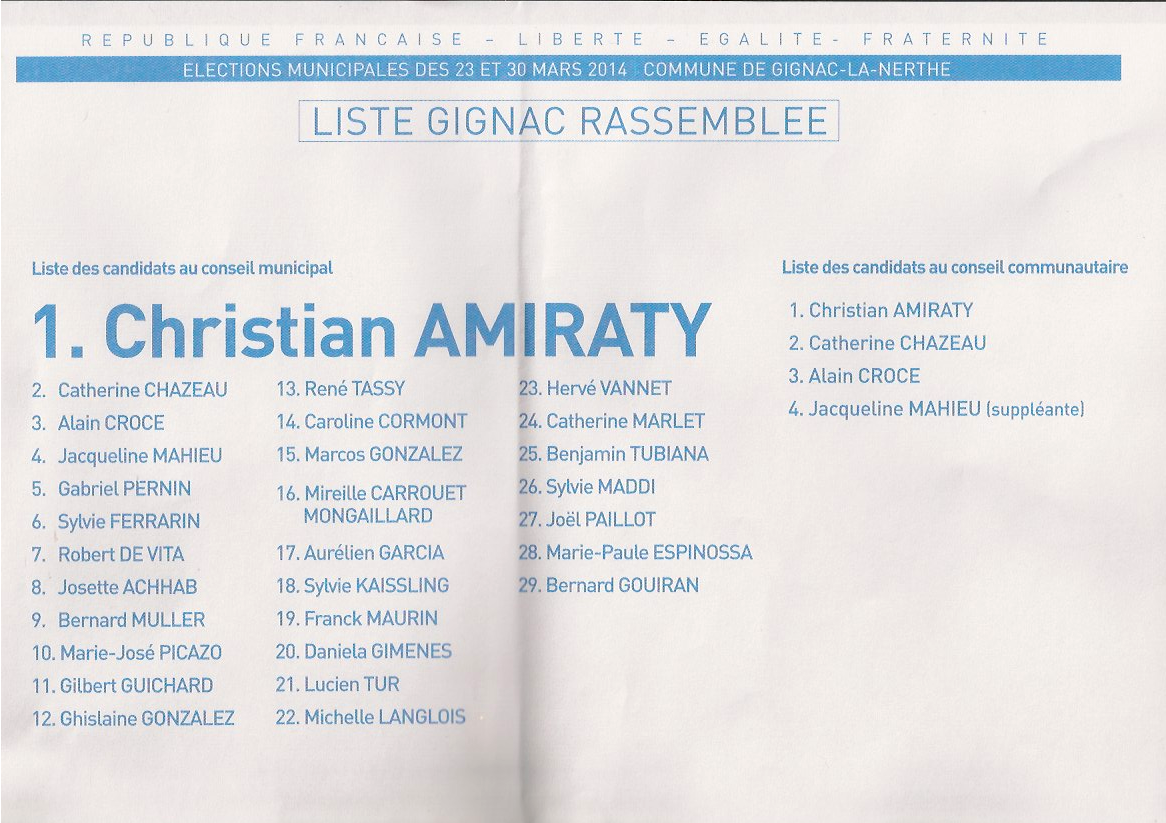
Exemple de bulletin de vote dans la commune de Gignac-la-Nerthe : à gauche, les candidats pour le conseil municipal de la commune et, à droite, les candidats pour le conseil communautaire de Marseille Provence Métropole.

À compter des élections municipales de 2014, les délégués des communes de 1 000 habitants et plus au sein du conseil des communautés de communes, des communautés d'agglomération, des communautés urbaines et des métropoles sont élus lors des élections municipales.
Chaque commune est représentée au conseil communautaire par un nombre de représentants tenant compte de sa population défini aux articles L. 5211-6-1 et L. 5211-6-2 du code général des collectivités territoriales :
- commune de moins de 1 000 habitants : les représentants de la commune au conseil communautaire sont les membres du conseil municipal désignés dans l'ordre du tableau[17]. Il n'y a donc pas d'élection directe de leurs représentants au conseil de l'intercommunalité dont elles sont membres, mais, en fonction du nombre de représentants attribués à la commune, le maire, des maires-adjoints et éventuellement des conseillers municipaux sont de droit membres du conseil communautaire ;
- commune de plus de 1 000 habitants : les conseillers communautaires sont élus lors des élections municipales, en même temps et sur la même liste de candidats que les conseillers municipaux. Les bulletins de vote de ces communes comprennent, dans leur partie gauche, la liste des candidats au conseil municipal, et, dans la partie droite, la liste des candidats au conseil communautaire[18].

En revanche, les représentants des communes dans les EPCI sans fiscalité propre (syndicat intercommunal à vocation unique, syndicat mixte, syndicat intercommunal à vocations multiples), ainsi que les syndicats d'agglomération nouvelle, continuent d'être élus par chacun des conseils municipaux concernés, comme c'était le cas avant 2014 pour toutes les intercommunalités.

## Candidatures
L'ensemble des informations concernant les listes et les candidats de cette élection municipale 2014, pour l'ensemble des communes de France, est publié sur un site officiel du ministère de l'Intérieur.
À la clôture des dépôts le 6 mars 2014 à 18 h, 926 068 candidatures sont enregistrées. Dans les 9 734 communes comportant, selon les données de population légales de 2011 entrées en vigueur au 1er janvier 2014, 1 000 habitants ou plus, 21 186 listes ont été déposées. Pour le premier tour, 3 032 n'ont qu'une seule liste de candidats, 4 107 n'en ont que deux. Dans les deux cas, et sauf égalité parfaite en nombre de voix entre deux listes, les sièges de conseillers municipaux de ces 7 139 communes doivent être pourvus dès le premier tour. Parmi elles, 1 235 communes ont plus de 3 500 habitants, par comparaison, elles étaient, en 2008, 1 292 à ne présenter qu'une ou deux listes.

### Communes sans candidats
Une seule commune de plus de 1 000 habitants, Gironde-sur-Dropt (Gironde), n'a reçu aucune liste de candidats et 61 communes de moins de 1 000 habitants, parmi 26 930, n'ont aucune candidature. Cette particularité, qui n'avait pas été observée lors du précédent scrutin, s'explique par plusieurs facteurs : les règles plus contraignantes pour les petites communes, notamment l'obligation de déclaration de candidature en préfecture ou en sous-préfecture deux semaines et demie avant le scrutin, ont compliqué la tâche d'éventuels candidats dans les 33 702 communes qui n'étaient jusqu'alors pas soumises à cette règle ; l'ingratitude de la fonction de maire, mal rémunérée dans les petites communes mais engendrant malgré tout nombre de sollicitations et d'importantes responsabilités, provoque une crise de vocation ; l'obligation de parité, étendue aux communes entre 1 000 et 3 500 habitants, rend plus difficile la constitution de listes.
Dans ce cas, le premier tour est annulé dans ces localités, mais de nouvelles candidatures peuvent se déclarer pour le second tour, qui se déroule normalement. En effet, si, à Gironde-sur-Dropt, l'obligation de déclaration pour le deuxième tour laisse une possibilité qu'une liste se forme avant le 25 mars, la loi prévoit, dans les communes de moins de 1 000 habitants, s'il y a moins de candidats que de sièges à pourvoir, la possibilité de nouvelles candidatures. Dans le cas contraire, une délégation spéciale est mise en place par la préfecture, chargée de gérer les affaires courantes, à savoir, selon le Code général des collectivités territoriales, les « actes de pure administration conservatoire et urgente », à l'exclusion des affaires de finances ou de personnel non prévues au budget. Elle est composée de trois membres (jusqu'à sept pour les villes de plus de 35 000 habitants), qui sont généralement des élus, d'anciens élus ou des fonctionnaires territoriaux. En cas d'absence persistante de candidats au terme d'un second scrutin, la préfecture peut ordonner la fusion de la commune avec une commune voisine.
Liste des communes de moins de 1 000 habitants sans candidature au premier tour
- Marlieux (Ain)
- Pollieu (Ain)
- Clamecy (Aisne)
- Colomby-sur-Thaon (Calvados)
- Estry (Calvados)
- Champagne (Charente-Maritime)
- Bard-lès-Époisses (Côte-d'Or)
- Saint-Gilles-du-Mené (Côtes-d'Armor)
- Tréogan (Côtes-d'Armor)
- Troguéry (Côtes-d'Armor)
- Ceyroux (Creuse)
- Chapelle-des-Bois (Doubs)
- Rang (Doubs)
- Saint-Dézéry (Gard)
- Courties (Gers)
- Éclans-Nenon (Jura)
- Mallerey (Jura)
- Marnoz (Jura)
- Crouy-sur-Cosson (Loir-et-Cher)
- Châtelus (Loire)
- Lupé (Loire)
- Lion-en-Beauce (Loiret)
- Carnac-Rouffiac (Lot)
- Cuzac (Lot)
- Laval-de-Cère (Lot)
- Nadillac (Lot)
- Sénaillac-Latronquière (Lot)
- Verrie (Maine-et-Loire)
- Beuzeville-au-Plain (Manche)
- Corbeil (Marne)
- Glannes (Marne)
- Grandchamp (Haute-Marne)
- Brillon-en-Barrois (Meuse)
- Rigny-la-Salle (Meuse)
- Savonnières-en-Perthois (Meuse)
- Saint-Maur (Oise)
- Lucé (Orne)
- La Roche-Mabile (Orne)
- La Cauchie (Pas-de-Calais)
- Planques (Pas-de-Calais)
- Chalus (Puy-de-Dôme)
- Compains (Puy-de-Dôme)
- Orsonnette (Puy-de-Dôme)
- Usson (Puy-de-Dôme)
- Ance (Pyrénées-Atlantiques)
- Higuères-Souye (Pyrénées-Atlantiques)
- Aspin-Aure (Hautes-Pyrénées)
- Pintac (Hautes-Pyrénées)
- Preuschdorf (Bas-Rhin)
- Émeringes (Rhône)
- Saint-Laurent-de-Vaux (Rhône)
- Raincourt (Haute-Saône)
- Mussy-sous-Dun (Saône-et-Loire)
- Diant (Seine-et-Marne)
- Misery (Somme)
- Isches (Vosges)
- Baon (Yonne)
- Fontenay-près-Vézelay (Yonne)
- Jully (Yonne)
- Sauvigny-le-Beuréal (Yonne)
- Villiers-sur-Tholon (Yonne)

Dans 57 de ces 62 communes, des candidatures ont été déposées pour le deuxième tour, ce qui rend possible la tenue du scrutin le dimanche 30 mars. En revanche, cinq communes restent sans candidats, dont une de plus de 1 000 habitants. De nouvelles élections doivent se tenir avant le 22 juin 2014, date d'expiration du mandat temporaire de la délégation spéciale :
- Gironde-sur-Dropt (Gironde)
- Châtelus (Loire)
- Nadillac (Lot)
- Grandchamp (Haute-Marne)
- Chalus (Puy-de-Dôme)

Une autre commune du Lot, Carnac-Rouffiac, n'ayant élu qu'un seul conseiller municipal, est elle aussi administrée provisoirement par une délégation spéciale, dans l'attente d'élections éventuelles au mois de mai.

### Ministres candidats
Dix-sept ministres du gouvernement de Jean-Marc Ayrault sur trente-huit sont candidats au premier tour de ces élections,. Lors de la fusion des listes de gauche, certains membres du gouvernement se sont retirés.
| Ministre               | Ministère                | Commune                | Population | Liste                                     | Étiquette | Étiquette       | Position | Résultat                     |
| ---------------------- | ------------------------ | ---------------------- | ---------- | ----------------------------------------- | --------- | --------------- | -------- | ---------------------------- |
| Yamina Benguigui       | Francophonie             | Paris (10e secteur)    | 94 027     | Paris qui ose,                            |           | PS-PCF-PRG EELV | 4e/6e    | Élue au conseil (majorité)   |
| Pascal Canfin          | Développement            | Paris (12e secteur)    | 144 402    | Vivre mieux à Paris                       |           | EELV            | 29e      | Retiré au 2e tour            |
| Marie-Arlette Carlotti | Handicapés et exclusion  | Marseille (3e secteur) | 94 133     | Un nouveau cap pour les Marseillais       |           | PS-EELV         | 1re      | Élue au conseil (opposition) |
| Frédéric Cuvillier     | Transport, mer, pêche    | Boulogne-sur-Mer       | 42 680     | J'aime Boulogne                           |           | PS-PCF-EELV     | 1re      | Élu maire,                   |
| Michèle Delaunay       | Personnes âgées          | Bordeaux               | 239 399    | Un grand Bordeaux pour changer d'ère      |           | PS-EELV         | 2e       | Élue au conseil (opposition) |
| Cécile Duflot          | Logement                 | Paris (11e secteur)    | 154 647    | Vivre mieux à Paris                       |           | EELV            | 33e      | Retirée au 2e tour           |
| Laurent Fabius         | Affaires étrangères      | Le Grand-Quevilly      | 24 637     | Grand-Quevilly ensemble                   |           | PS-PCF-EELV     | 11e      | Élu au conseil (majorité)    |
| Aurélie Filippetti     | Culture et communication | Metz                   | 119 962    | Fiers d'être Messins                      |           | PS-PRG-EELV     | 2e       | Élue au conseil (majorité)   |
| Valérie Fourneyron     | Jeunesse et sport        | Rouen                  | 111 553    | Notre force c'est Rouen                   |           | PS-PCF          | 2e       | Élue au conseil (majorité)   |
| Guillaume Garot        | Agroalimentaire          | Laval                  | 50 843     | Laval au cœur                             |           | PS-PCF-EELV-PRG | 3e       | Élu au conseil (opposition)  |
| Benoît Hamon           | Consommation             | Trappes                | 29 563     | Union pour le développement de Trappes    |           | PS              | 5e       | Élu au conseil (majorité)    |
| François Lamy          | Ville                    | Palaiseau              | 30 316     | Palaiseau passionnément,                  |           | PS-PCF          | 2e/8e    | Élu au conseil (opposition)  |
| Stéphane Le Foll       | Agriculture              | Le Mans                | 143 240    | Le Mans pour tous                         |           | PS-EELV         | 7e       | Élu au conseil (majorité)    |
| Victorin Lurel         | Ministère des Outre-mer  | Vieux-Habitants        | 7 617      | Unis pour Vieux-Habitants                 |           | FGPS            | 29e      | Battu                        |
| Pierre Moscovici       | Économie et finances     | Valentigney            | 11 155     | Aimer Valentigney                         |           | PS              | 3e       | Élu au conseil (opposition)  |
| Michel Sapin           | Travail                  | Argenton-sur-Creuse    | 5 070      | Liste de progrès et d'union pour Argenton |           | PS-PCF-EELV     | 3e       | Élu au conseil (majorité)    |
| Manuel Valls           | Intérieur                | Évry                   | 52 184     | Ensemble pour réussir à Évry              |           | PS-PCF-EELV     | 3e       | Élu au conseil (majorité)    |

Après la défaite de la gauche lors de cette élection le gouvernement Jean-Marc Ayrault démissionne. Pendant la composition du gouvernement dirigé par Manuel Valls aucun des ministres ou des ministres délégués battus, retirés au second tour ou élu dans l'opposition ne sont reconduits au gouvernement.

### Déclaration de nuance politique
La réforme électorale qui abaisse de 3 500 à 1 000 habitants le seuil au-delà duquel le scrutin est proportionnel par liste entraîne un changement important, l'obligation de déclarer une nuance politique au moment de l'inscription de la liste en préfecture. Ainsi, les candidats des communes entre 1 000 et 3 500 habitants, qui ne sont habitués ni au principe de liste ni à une étiquette politique, ont été enjoints par les services de l'État de faire un choix, même dans les cas de listes uniques rassemblant des affinités politiques différentes. En outre, l'attribution forcée de ces indications a suscité des contestations.

## Campagne

### Contexte général

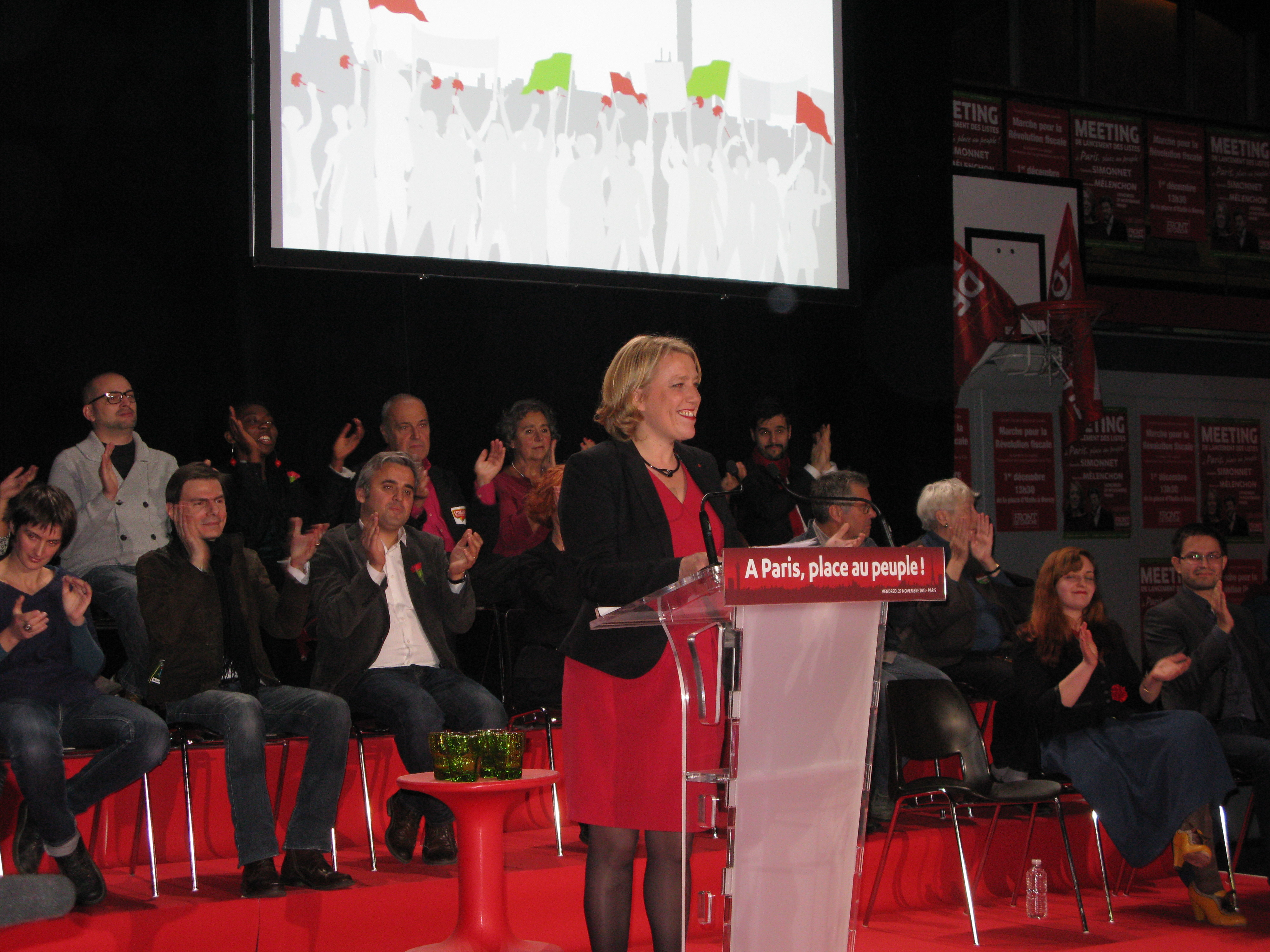
Lancement de la campagne du Front de gauche à Paris.

Lors des dernières élections municipales en 2008, la gauche, alors dans l'opposition au niveau national, avait remporté de nombreuses grandes villes, notamment Strasbourg, Toulouse, Amiens, Reims, Saint-Étienne, tout en conservant Paris et Lyon.
En 2014, les observateurs anticipent un possible « vote sanction » à l'égard de la gauche, en raison de la forte impopularité du président de la République François Hollande et redoutent aussi pour la droite, les conséquences des révélations de l'affaire des écoutes visant Nicolas Sarkozy. Une étude du journal L'Opinion menée dans 240 villes anticipe toutefois une bonne résistance de la gauche malgré quelques conquêtes de la droite.
Le Front national pourrait gagner quelques villes, notamment dans le sud-est,,,,, et jouer les arbitres dans environ 90 communes.
Le 19 mars 2014, quelques jours avant le premier tour, le Conseil supérieur de l'audiovisuel (CSA) rappelle à l'ordre la chaîne de télévision BFM TV constatant un déséquilibre prononcé quant à la répartition équitable des temps de parole avec un « faible accès à l’antenne des représentants de l’Union pour un mouvement populaire (UMP) et du Parti socialiste (PS) ainsi que par la persistance de la surreprésentation du Front national (FN) ».

### Primaires
Sur le modèle de la primaire présidentielle de 2011, le PS décide d'organiser des primaires ouvertes dans cinq villes les 13 et 20 octobre 2013 : Aix-en-Provence, Béziers, Boulogne-Billancourt, Le Havre et Marseille. La primaire de Marseille est particulièrement observée et, au premier tour, la participation y est considérée comme « particulièrement élevée » avec 20 000 votants. Une primaire ouverte est également organisée en décembre 2013 à La Rochelle.
L'UMP organise également des primaires ouvertes en juin 2013 à Paris (via un vote par Internet, auquel participent 23 300 votants mais dont les modalités suscitent une polémique) et Lyon (environ 10 000 votants).
Aucun des candidats désignés lors de ces primaires ouvertes n'est parvenu à remporter le scrutin municipal.
| Ville                | Organisé par | Organisé par     | Participation                              | Vainqueur                  |
| -------------------- | ------------ | ---------------- | ------------------------------------------ | -------------------------- |
| Aix-en-Provence      |              | Parti socialiste | 2 821 (premier tour) 2 433 (second tour)   | Édouard Baldo              |
| Béziers              |              | Parti socialiste | 1 119 (tour unique)                        | Jean-Michel Du Plaa        |
| Boulogne-Billancourt |              | Parti socialiste | 679 (tour unique)                          | Pierre Gaborit             |
| Le Havre             |              | Parti socialiste | 1 472 (tour unique)                        | Camille Galap              |
| Lyon                 |              | UMP              | env. 10 000 (second tour)                  | Michel Havard              |
| Marseille            |              | Parti socialiste | 20 731 (premier tour) 24 037 (second tour) | Patrick Mennucci           |
| Paris                |              | UMP              | 23 300 (tour unique)                       | Nathalie Kosciusko-Morizet |
| La Rochelle          |              | Parti socialiste | 3 656 (tour unique)                        | Anne-Laure Jaumouillié     |

### Sondages
Ci-dessous figure la liste des intentions de vote nationales. Les intentions de vote dans les communes spécifiquement sondées peuvent se trouver dans la page qui leur est consacrée.
| Institut   | Date                    | Échantillon | LO et NPA | FG   | EELV | PS, PRG et alliés | MoDem | UDI  | UMP et alliés | FN (RBM) et alliés | Autres |
| Institut   | Date                    | Échantillon |           |      |      |                   |       |      |               |                    |        |
| CSA        | 5 au 7 mars 2013        | 1 004       | 2 %       | 9 %  | 6 %  | 27 %              | 4 %   | 38 % | 38 %          | 12 %               | 2 %    |
| CSA        | 10 au 12 septembre 2013 | 993         | 2 %       | 10 % | 4 %  | 26 %              | 4 %   | 35 % | 35 %          | 16 %               | 3 %    |
| CSA        | 17 au 21 janvier 2014   | 1 206       |           | 41 % | 41 % | 41 %              | 46 %  | 46 % | 46 %          | 9 %                |        |
| Ifop       | 7 au 8 février 2014     | 1007        | /         | 11 % | 8 %  | 21 %              | /     | 29 % | 29 %          | 17 %               | 10 %   |
| CSA        | 14 au 18 février 2014   | 1198        | 1 %       | 43 % | 43 % | 43 %              | 46 %  | 46 % | 46 %          | 8 %                | 2 %    |
| CSA        | 14 au 19 mars 2014      | 1198        | 1 %       | 41 % | 41 % | 41 %              | 49 %  | 49 % | 49 %          | 6 %                | 4 %    |
| OpinionWay | 19 et 20 mars 2014      | 1005        | 1 %       | 4 %  | 3 %  | 35 %              | 3 %   | 3 %  | 43 %          | 6 %                | 5 %    |

## Résultats

### Résultats généraux
- EXG
- FG - PG - PCF
- PS - Union de la gauche
- DVG
- EELV
- SE
- MoDem
- UDI - DVC
- UMP - Union de la droite
- DVD
- FN
- EXD

- EXG
- FG - PG - PCF
- PS - Union de la gauche
- DVG
- EELV
- SE
- MoDem
- UDI - DVC
- UMP - Union de la droite
- DVD
- FN
- EXD

| Liste | Liste              | Premier tour | Premier tour | Second tour | Second tour | Sièges |
| Liste | Liste              | Voix         | %            | Voix        | %           | Sièges |
| ----- | ------------------ | ------------ | ------------ | ----------- | ----------- | ------ |
|       | Divers droite      | 5 405 378    | 24,57        | 1 668 335   | 16,68       | 76 341 |
|       | Divers gauche      | 3 494 896    | 15,89        | 1 164 657   | 11,64       | 44 259 |
|       | Union de la droite | 2 554 108    | 11,61        | 1 973 309   | 19,72       | 11 334 |
|       | Union de la gauche | 2 507 417    | 11,40        | 2 188 440   | 21,88       | 12 923 |
|       | Divers             | 2 190 739    | 9,96         | 587 335     | 5,87        | 34 703 |
|       | UMP                | 1 518 167    | 6,90         | 724 654     | 7,24        | 11 151 |
|       | Parti socialiste   | 1 455 487    | 6,62         | 573 065     | 5,73        | 12 278 |
|       | Front national     | 1 046 603    | 4,76         | 675 268     | 6,75        | 1 498  |
|       | UDI                | 511 541      | 2,33         | 132 033     | 1,32        | 5 373  |
|       | Front de gauche    | 417 618      | 1,90         | 93 417      | 0,93        | 1 015  |
|       | EELV               | 254 828      | 1,16         | 46 937      | 0,47        | 333    |
|       | Parti communiste   | 200 937      | 0,91         | 80 110      | 0,80        | 1 656  |
|       | Extrême gauche     | 132 420      | 0,60         | 4 544       | 0,05        | 64     |
|       | MoDem              | 107 748      | 0,49         | 25 826      | 0,26        | 997    |
|       | Union du centre    | 104 879      | 0,48         | 43 139      | 0,43        | 644    |
|       | Parti de gauche    | 69 523       | 0,32         | 11 085      | 0,11        | 160    |
|       | Extrême droite     | 26 400       | 0,12         | 12 102      | 0,12        | 102    |

|                | Communes à scrutin de listes | Communes à scrutin de listes | Communes à scrutin de listes | Communes à scrutin de listes | Communes à scrutin majoritaire | Communes à scrutin majoritaire | Communes à scrutin majoritaire | Communes à scrutin majoritaire | Toutes communes | Toutes communes | Toutes communes | Toutes communes |
| Premier tour   | Premier tour                 | Second tour                  | Second tour                  | Premier tour                 | Premier tour                   | Second tour                    | Second tour                    | Premier tour                   | Premier tour    | Second tour     | Second tour     |                 |
| Voix           | %                            | Voix                         | %                            | Voix                         | %                              | Voix                           | %                              | Voix                           | %               | Voix            | %               |                 |
| -------------- | ---------------------------- | ---------------------------- | ---------------------------- | ---------------------------- | ------------------------------ | ------------------------------ | ------------------------------ | ------------------------------ | --------------- | --------------- | --------------- | --------------- |
| Exprimés       | 21 998 689                   | 94,09                        | 10 004 256                   | 96,54                        | 5 493 781                      | 96,22                          | 982 282                        | 95,33                          | 27 492 470      | 94,51           | 10 986 538      | 96,43           |
| Blancs et nuls | 1 380 693                    | 5,91                         | 358 863                      | 3,46                         | 215 547                        | 3,78                           | 48 153                         | 4,67                           | 1 596 240       | 5,49            | 407 016         | 3,57            |
|                |                              |                              |                              |                              |                                |                                |                                |                                |                 |                 |                 |                 |
| Votants        | 23 379 382                   | 61,22                        | 10 363 119                   | 61,22                        | 5 709 328                      | 75,29                          | 1 030 435                      | 73,11                          | 29 088 710      | 63,55           | 11 393 554      | 62,13           |
| Abstentions    | 14 810 285                   | 38,78                        | 6 564 228                    | 38,78                        | 1 874 253                      | 24,71                          | 379 059                        | 26,89                          | 16 684 538      | 36,45           | 6 943 287       | 37,87           |
| Inscrits       | 38 189 667                   | 100,00                       | 16 927 347                   | 100,00                       | 7 538 581                      | 100,00                         | 1 409 494                      | 100,00                         | 45 773 248      | 100,00          | 18 336 841      | 100,00          |

| Communes à scrutin de listes | Communes à scrutin de listes   | Communes à scrutin de listes  | Communes à scrutin majoritaire | Communes à scrutin majoritaire | Communes à scrutin majoritaire |
| Sièges à pourvoir            | Sièges pourvus au premier tour | Sièges pourvus au second tour | Sièges à pourvoir              | Sièges pourvus au premier tour | Sièges pourvus au second tour  |
| ---------------------------- | ------------------------------ | ----------------------------- | ------------------------------ | ------------------------------ | ------------------------------ |
| 215 560                      | 166 228                        | 49 317                        | 310 781                        | 293 264                        | 17 051                         |

### Par tendance politique
| Liste                | Liste                | Premier tour | Premier tour | Second tour | Second tour | Sièges  |
| Liste                | Liste                | Voix         | %            | Voix        | %           | Sièges  |
| -------------------- | -------------------- | ------------ | ------------ | ----------- | ----------- | ------- |
|                      | Divers droite        | 5 405 378    | 24,57        | 1 668 335   | 16,68       | 76 341  |
|                      | Union de la droite   | 2 554 108    | 11,61        | 1 973 309   | 19,72       | 11 334  |
|                      | UMP                  | 1 518 167    | 6,90         | 724 654     | 7,24        | 11 151  |
|                      | UDI                  | 511 541      | 2,33         | 132 033     | 1,32        | 5 373   |
| Droite parlementaire | Droite parlementaire | 9 989 194    | 45,45        | 4 498 331   | 44,93       | 104 199 |
|                      |                      |              |              |             |             |         |
|                      | Divers gauche        | 3 494 896    | 15,89        | 1 164 657   | 11,64       | 44 259  |
|                      | Union de la gauche   | 2 507 417    | 11,40        | 2 188 440   | 21,88       | 12 923  |
|                      | Parti socialiste     | 1 455 487    | 6,62         | 573 065     | 5,73        | 12 278  |
|                      | Front de gauche      | 417 618      | 1,90         | 93 417      | 0,93        | 1 015   |
|                      | EELV                 | 254 828      | 1,16         | 46 937      | 0,47        | 333     |
|                      | Parti communiste     | 200 937      | 0,91         | 80 110      | 0,80        | 1 656   |
|                      | Parti de gauche      | 69 523       | 0,32         | 11 085      | 0,11        | 160     |
| Gauche parlementaire | Gauche parlementaire | 8 400 706    | 38,20        | 4 157 711   | 41,56       | 72 624  |
|                      |                      |              |              |             |             |         |
|                      | Front national       | 1 046 603    | 4,76         | 675 268     | 6,75        | 1 498   |
|                      | Extrême droite       | 26 400       | 0,12         | 12 102      | 0,12        | 102     |
| Extrême-droite       | Extrême-droite       | 1 073 003    | 4,88         | 687 370     | 6,87        | 1 600   |
|                      |                      |              |              |             |             |         |
|                      | MoDem                | 107 748      | 0,49         | 25 826      | 0,26        | 997     |
|                      | Union du centre      | 104 879      | 0,48         | 43 139      | 0,43        | 644     |
| Centre               | Centre               | 212 627      | 0,97         | 68 965      | 0,69        | 1 641   |
|                      |                      |              |              |             |             |         |
|                      | Divers               | 2 190 739    | 9,96         | 587 335     | 5,87        | 34 703  |
|                      | Extrême gauche       | 132 420      | 0,60         | 4 544       | 0,05        | 64      |

### Conseil municipal élu dès le premier tour

#### Villes restées à droite
| A | Agen, Aix-les-Bains, Alès, Amilly, Annecy-le-Vieux, Antibes, Antony, Arcachon, Arnouville, Arras, Aubenas, Aubergenville, Auchel, Avrillé |
| B | Basse-Terre, Bayeux, Beaune, Bellegarde-sur-Valserine, Bernay, Biscarrosse, Bischheim, Bois-Colombes, Bois-Guillaume, Bonneville, Bordeaux, Brunoy |
| C | Cagnes-sur-Mer, Caluire-et-Cuire, Cambrai, Canet-en-Roussillon,Cannes, Cannearrières-sur-Seine, Caudry, Cernay, Challans, Chamalières, Chantepie, Chantilly, Charenton-le-Pont, Chartres, Château-Gontier, Châteaubriant, Châteaurenard, Châtenay-Malabry, Châtillon, Chatou, Chaville, Claye-Souilly, Colmar, Combs-la-Ville, Comines, Compiègne, Cormeilles-en-Parisis, Coulommiers, Courbevoie, Courcouronnes, Creutzwald, Croissy-sur-Seine |
| D | Dammarie-les-Lys, Dole, Domont, Drancy, Draveil, Dugny |
| E | Élancourt, Enghien-les-Bains, Épinal, Épinay-sur-Seine, Ermont, Étampes |
| F | Faches-Thumesnil, Freyming-Merlebach |
| G | Gagny, Gaillard, Garches, Genas, Gex, Gif-sur-Yvette, Gradignan, Guilherand-Granges, Guidel, Gujan-Mestras |
| H | Haguenau, Haubourdin, Hautmont, Hem, Herblay, Hérouville-Saint-Clair, Hœnheim |
| I | Illzach, Issy-les-Moulineaux |
| J | Joinville-le-Pont |
| L | L'Isle-Adam, La Baule-Escoublac, La Celle-Saint-Cloud, La Crau, La Garde, La Garenne-Colombes, La Madeleine, La Motte-Servolex, La Valette-du-Var, Landerneau, Laon, Lavaur, Laxou, Le Bourget, Le Bouscat, Le Cannet, Le Chambon-Feugerolles, Le Chesnay, Le Havre, Le Mée-sur-Seine, Le Pecq, Le Perreux-sur-Marne, Le Plessis-Robinson, Le Plessis-Trévise, Le Puy-en-Velay, Les Clayes-sous-Bois, Les Herbiers, Les Pavillons-sous-Bois, Levallois-Perret, Lingolsheim, Lons-le-Saunier, Lunéville |
| M | Mâcon, Maisons-Alfort, Maisons-Laffitte, Mandelieu-la-Napoule, Manosque, Marcq-en-Barœul, Marignane, Marly-le-Roi, Marquette-lez-Lille, Massy, Meaux, Mennecy, Meudon, Meyzieu, Mont-de-Marsan, Montargis, Montélimar, Montereau-Fault-Yonne, Montesson, Montfermeil, Montigny-le-Bretonneux, Montigny-lès-Metz, Montluçon, Montrouge, Mougins, Moulins, Mouvaux |
| N | Nemours, Neuilly-Plaisance, Neuilly-sur-Seine |
| O | Obernai, Olivet, Ollioules, Olonne-sur-Mer, Orléans, Orvault, Osny, Oullins, Oyonnax, Ozoir-la-Ferrière |
| P | Pacé, Pernes-les-Fontaines, Persan, Plaisir, Plan-de-Cuques, Plougastel-Daoulas, Pont-à-Mousson, Pontarlier, Pontoise, Provins, Puteaux |
| R | Rive-de-Gier, Rixheim, Roncq, Roquebrune-Cap-Martin, Rueil-Malmaison, Rumilly |
| S | Sablé-sur-Sarthe, Saint-Amand-Montrond, Saint-André-les-Vergers, Saint-André-lez-Lille, Saint-Avertin, Saint-Avold, Saint-Brevin-les-Pins, Saint-Brice-sous-Forêt, Saint-Cyprien, Saint-Cyr-sur-Loire, Saint-Cyr-sur-Mer, Saint-Dizier, Saint-François, Saint-Germain-en-Laye, Saint-Gratien, Saint-Jean-de-Luz, Saint-Just-Saint-Rambert, Saint-Leu-la-Forêt, Saint-Louis, Sucy-en-Brie, Saint-Maurice, Saint-Michel-sur-Orge, Saint-Quentin, Saint-Raphaël, Saint-Saulve, Saint-Sébastien-sur-Loire, Sainte-Maxime, Sallanches, Sarreguemines, Sartrouville, Sassenage, Saverne, Seyssinet-Pariset, Soisy-sous-Montmorency, Sorgues, Stiring-Wendel, Suresnes |
| T | Talence, Tarbes, Tinqueux, Toulon, Tournon-sur-Rhône, Troyes |
| V | Vaires-sur-Marne, Vannes, Vanves, Verneuil-sur-Seine, Verrières-le-Buisson, Versailles, Vertou, Vesoul, Vichy, Vidauban, Vienne, Ville-d'Avray, Villefranche-de-Rouergue, Villemomble, Villenave-d'Ornon, Villeneuve-la-Garenne, Villeneuve-le-Roi, Villeneuve-lès-Avignon, Villeneuve-Loubet, Vincennes, Viroflay, Vitré |
| W | Wattignies, Woippy |
| Y | Yerres, Yutz |

#### Villes restées à gauche
Abbeville, Allonnes, Annonay, Arcueil, Argentan, Audincourt, Auch, Aurillac, Auriol, Avion, Bagneux, Baie-Mahault, Bègles, Berre-l'Étang, Betton, Bezons, Billère, Blanquefort, Bolbec, Bonneuil-sur-Marne, Bourg-de-Péage, Bourg-en-Bresse, Bressuire, Bruay-sur-l'Escaut, Bruges, Bully-les-Mines, Buxerolles, Cahors, Canteleu, Castelnaudary, Cenon, Cestas, Châlette-sur-Loing, Chambray-lès-Tours, Champs-sur-Marne, Château-Thierry, Clichy-sous-Bois, Coudekerque-Branche, Couëron, Cournon-d'Auvergne, Courrières, Denain, Déville-lès-Rouen, Douchy-les-Mines, Elbeuf, Équeurdreville-Hainneville, Erstein, Eysines, Fameck, Flers, Fos-sur-Mer, Foix, Gennevilliers, Gentilly, Gonesse, Grande-Synthe, Gravelines, Grigny, Guyancourt, Illkirch-Graffenstaden, Issoudun, Kingersheim, La Courneuve, La Flèche, Lamballe, Le Gosier, Le Grand-Quevilly, Le Moule, Le Petit-Quevilly, Le Pont-de-Claix, Le Pré-Saint-Gervais, Le Relecq-Kerhuon, Les Abymes, Les Lilas, Les Mureaux, Les Pennes-Mirabeau, Lieusaint, Liévin, Limay, Limoux, Lognes, Longuenesse, Lormont, Malakoff, Marly, Maromme, Mayenne, Méricourt, Miramas, Mons-en-Barœul, Montataire, Morsang-sur-Orge, Mouans-Sartoux, Nanterre, Neuilly-sur-Marne, Nogent-le-Rotrou, Nogent-sur-Oise, Noisiel, Oignies, Oissel, Panazol, Pantin, Petit-Bourg, Pierrefitte-sur-Seine, Plérin, Ploufragan, Plouzané, Pointe-à-Pitre, Raismes, Riorges, Saint-Amand-les-Eaux, Saint-Avé, Saint-Claude, Saint-Egrève, Saint-Étienne-du-Rouvray, Saint-Jacques-de-la-Lande, Saint-Jean, Saint-Jean-de-Braye, Saint-Jean-de-la-Ruelle, Saint-Junien, Saint-Martin-Boulogne, Saint-Martin-de-Crau, Saint-Pierre-des-Corps, Sainte-Geneviève-des-Bois, Saran, Sarcelles, Seclin, Septèmes-les-Vallons, Somain, Tarnos, Tergnier, Torcy, Tournefeuille, Trélazé, Tremblay-en-France, Tulle, Val-de-Reuil, Valenton, Vandœuvre-lès-Nancy, Vauréal, Vaux-le-Pénil, Vernouillet, Wattrelos

#### Villes restées à l'extrême droite
Orange

#### Villes ayant basculé à droite
Balma, Bois-d'Arcy, Brétigny-sur-Orge, Bruz, Chalon-sur-Saône, Châteauneuf-les-Martigues, Clamart, Cosne-Cours-sur-Loire, Florange, Juvisy-sur-Orge, L'Haÿ-les-Roses, Limeil-Brévannes, Maizières-lès-Metz, Montgeron, Niort, Onet-le-Château, Pierre-Bénite, Poissy, Roissy-en-Brie, Saint-Fargeau-Ponthierry, Saint-Orens-de-Gameville, Sainte-Luce-sur-Loire, Tarare

#### Villes ayant basculé à gauche
Vire

#### Villes ayant basculé à l'extrême droite
Hénin-Beaumont

### Conseil municipal élu au deuxième tour

#### Villes restées à droite
Agde, Aix-en-Provence, Albi, Andernos-les-Bains, Andrésy, Annecy, Avon, Bayonne, Beausoleil, Beauvais, Biarritz, Bischwiller, Bouc-Bel-Air, Boulogne-Billancourt, Bourg-la-Reine, Bourges, Brignais, Bry-sur-Marne, Bussy-Saint-Georges, Calais, Cannes, Capesterre-Belle-Eau, Carquefou, Castanet-Tolosan, Castelnau-le-Lez, Castres, Cavaillon, Châlons-en-Champagne, Château-d'Olonne, Châteaudun, Châteauroux, Châtellerault, Chaumont, Chauny, Chennevières-sur-Marne, Chevigny-Saint-Sauveur, Cholet, Cluses, Concarneau, Corbeil-Essonnes, Croix, Cuers, Deuil-la-Barre, Dinan, Dinard, Douarnenez, Draguignan, Dreux, Dumbéa, Écully, Épernay, Épinay-sur-Orge, Fleury-les-Aubrais, Fontainebleau, Fontenay-le-Fleury, Franconville, Gap, Garges-lès-Gonesse, Gien, Grasse, Guérande, Houilles, Hyères, L'Isle-sur-la-Sorgue, La Ciotat, La Roche-sur-Foron, La Teste-de-Buch, La Trinité, Lagny-sur-Marne, Lambersart, Le Mont-Dore, Le Raincy, Le Vésinet, Les Sables-d'Olonne, Lisieux, Longjumeau, Lons, Lunel, Mantes-la-Jolie, Marseille, Mazamet, Melun, Menton, Méru, Meylan, Montauban, Montmagny, Morlaix, Mulhouse, Nancy, Neuville-en-Ferrain, Nice, Nîmes, Nogent-sur-Marne, Noisy-le-Sec, Nouméa, Païta, Pamiers, Parthenay, Passy, Perpignan, Pertuis, Pierrelatte, Pornic, Pornichet, Porto-Vecchio, Rambouillet, Riedisheim, Rognac, Romilly-sur-Seine, Roquebrune-sur-Argens, Rosny-sous-Bois, Royan, Saint-Brieuc, Saint-Cloud, Saint-Cyr-l'École, Saint-Estève, Saint-Genis-Laval, Saint-Laurent-du-Var, Saint-Lô, Saint-Malo, Saint-Mandé, Saint-Maur-des-Fossés, Saint-Maximin-la-Sainte-Baume, Sainte-Foy-lès-Lyon, Sanary-sur-Mer, Sannois, Sarrebourg, Savigny-sur-Orge, Sceaux, Sélestat, Senlis, Sète, Sèvres, Seynod, Six-Fours-les-Plages, Solliès-Pont, Talant, Tarascon, Tassin-la-Demi-Lune, Thiais, Thonon-les-Bains, Trets, Triel-sur-Seine, Valenciennes, Vallauris, Vedène, Vélizy-Villacoublay, Vence, Vigneux-sur-Seine, Villefontaine, Villefranche-sur-Saône, Villiers-sur-Marne, Voisins-le-Bretonneux, Wasquehal, Wittelsheim, Yerres.

#### Villes restées à gauche
Alençon, Alfortville, Allauch, Ambarès-et-Lagrave, Amboise, Annemasse, Anzin, Apt, Arles, Armentières, Arpajon, Aubervilliers, Autun, Auxerre, Bagnolet, Bagnols-sur-Cèze, Barentin, Besançon, Blagnac, Blois, Boissy-Saint-Léger, Bondy, Bouguenais, Boulogne-sur-Mer, Brest, Briançon, Brie-Comte-Robert, Bron, Bruay-la-Buissière, Cachan, Carpentras, Carros, Carvin, Cergy, Champigny-sur-Marne, Chenôve, Cherbourg-Octeville, Chevilly-Larue, Choisy-le-Roi, Clermont, Clermont-Ferrand, Clichy (passé à droite lors d'une élection partielle en juin 2015), Cognac, Colomiers, Corbas, Cran-Gevrier, Creil, Créteil, Dax, Dieppe, Digne-les-Bains, Dijon, Dunkerque, Échirolles, Évry, Firminy, Floirac, Fonsorbes, Fontaine, Fontenay-sous-Bois, Forbach, Fougères, Fresnes, Frontignan, Gardanne, Givors, Goussainville, Graulhet, Grenoble, Guéret, Guipavas, Harnes, Hennebont, Héricourt, Istres, Ivry-sur-Seine, Joigny, L'Isle-d'Abeau, La Chapelle-Saint-Luc, La Chapelle-sur-Erdre, La Riche, La Rochelle, La Seyne-sur-Mer, Lamentin, Lanester, Lannion, Lattes, Le Creusot, Le Kremlin-Bicêtre, Le Mans, Lens, Les Ulis, Lescar, Lézignan-Corbières, Les Ponts-de-Cé, Libourne, Lille, Lillers, Lorient, Lucé, Lyon, Mainvilliers, Martigues, Mauguio, Mende, Mérignac, Metz, Mèze, Mitry-Mory, Moissy-Cramayel, Monteux, Montigny-en-Gohelle, Montigny-lès-Cormeilles, Montlouis-sur-Loire, Montpellier, Montreuil, Morangis, Morne-à-l'Eau, Muret, Nantes, Nœux-les-Mines, Noisy-le-Grand, Noyon, Orly, Orsay, Orthez, Ostwald, Outreau, Paris, Plaisance-du-Touch, Poitiers, Pont-du-Château, Pont-Saint-Esprit, Pontault-Combault, Port-de-Bouc, Ramonville-Saint-Agne, Rennes, Rezé, Ris-Orangis, Rodez, Romainville, Romorantin-Lanthenay, Ronchin, Rouen, Saint-Denis, Saint-Gaudens, Saint-Herblain, Saint-Martin-d'Hères, Saint-Nazaire, Saint-Ouen-l'Aumône, Saint-Paul-lès-Dax, Saint-Rémy-de-Provence, Sainte-Savine, Savigny-le-Temple, Sedan, Sevran, Sotteville-lès-Rouen, Stains, Strasbourg, Toul, Tourlaville, Trappes, Valbonne, Vaulx-en-Velin, Vénissieux, Vierzon, Vieux-Condé, Villeneuve-d'Ascq, Villeneuve-Saint-Georges, Villeneuve-sur-Lot, Villetaneuse, Villeurbanne, Villiers-le-Bel, Vitrolles, Vitry-le-François, Vitry-sur-Seine, Wittenheim, Yvetot, Yzeure

#### Villes restées à l'extrême droite
Bollène

#### Villes ayant basculé à droite
Achères, Ajaccio, Albertville, Ambérieu-en-Bugey, Amiens, Angers, Anglet, Angoulême, Aniche, Argenteuil, Asnières-sur-Seine, Athis-Mons, Aubagne, Aulnay-sous-Bois, Auray, Bailleul, Bar-le-Duc, Beaumont, Belfort, Berck, Bergerac, Béthune, Bobigny, Bourg-lès-Valence, Bourgoin-Jallieu, Brignoles, Brive-la-Gaillarde, Caen, Carcassonne, Carrières-sous-Poissy, Cesson-Sévigné, Chambéry, Charleville-Mézières, Chelles, Chilly-Mazarin, Clichy (lors d'une élection partielle en juin 2015), Colombes, Conflans-Sainte-Honorine, Cugnaux, Cusset, Décines-Charpieu, Eaubonne, Épinay-sous-Sénart, Éragny, Étaples, Évreux, Fécamp, Fondettes, Fontenay-aux-Roses, Fontenay-le-Comte, Fourmies, Francheville, Gaillac, Gerzat, Gisors, Guebwiller, Halluin, Hazebrouck, Ifs, Igny, Issoire, Joué-lès-Tours, Jouy-le-Moutier, La Queue-en-Brie, La Roche-sur-Yon, Laval, Le Blanc-Mesnil, Le Pradet, Limoges, Livry-Gargan, Loos, Louviers, Lys-lez-Lannoy, Marmande, Maubeuge, Maurepas, Millau, Mions, Moissac, Mont-Saint-Aignan, Montbéliard, Montbrison, Montceau-les-Mines, Montivilliers, Montmorency, Narbonne, Oloron-Sainte-Marie, Palaiseau, Pau, Périgueux, Pessac, Ploemeur, Pont-Sainte-Maxence, Pontivy, Quimper, Reims, Rillieux-la-Pape, Riom, Roanne, Roche-la-Molière, Rochefort, Roissy-en-Brie, Romans-sur-Isère, Roubaix, Saint-Chamond, Saint-Claude, Saint-Dié-des-Vosges, Saint-Étienne, Saint-Fons, Saint-Gilles, Saint-Hilaire-de-Riez, Saint-Julien-en-Genevois, Saint-Médard-en-Jalles, Saint-Omer, Saint-Ouen, Saint-Priest, Saintes, Salon-de-Provence, Schiltigheim, Sens, Sin-le-Noble, Soissons, Taverny, Thionville, Toulouse, Tourcoing, Tours, Valence, Valentigney, Vendôme, Vernon, Villejuif, Villeparisis, Villepinte, Villers-lès-Nancy, Viry-Châtillon, Voiron

#### Villes ayant basculé à gauche
Avignon, Castelsarrasin, Douai, Dourdan, Hendaye, L'Union, Longwy, Lourdes, Quimperlé, Sainte-Anne, Sainte-Rose, Saumur, Vauvert, Verdun, Thiers

#### Villes ayant basculé à l'extrême droite
Beaucaire, Béziers, Cogolin, Fréjus, Hayange, Le Luc, Le Pontet, Mantes-la-Ville, Villers-Cotterêts

#### Autres villes ayant basculé
Amnéville, Bastia, Crépy-en-Valois, Granville, Nevers

Résultats du scrutin dans les communes de plus de 100000 habitants en France métropolitaine.

### Ville de plus de150 000 habitants
| Ville         | Population (2011) | Maire sortant | Maire sortant      | Parti | Maire élu | Maire élu          | Parti |
| ------------- | ----------------- | ------------- | ------------------ | ----- | --------- | ------------------ | ----- |
| Paris         | 2 249 975         |               | Bertrand Delanoë*  | PS    |           | Anne Hidalgo       | PS    |
| Marseille     | 850 636           |               | Jean-Claude Gaudin | UMP   |           | Jean-Claude Gaudin | UMP   |
| Lyon          | 491 268           |               | Gérard Collomb     | PS    |           | Gérard Collomb     | PS    |
| Toulouse      | 447 340           |               | Pierre Cohen       | PS    |           | Jean-Luc Moudenc   | UMP   |
| Nice          | 344 064           |               | Christian Estrosi  | UMP   |           | Christian Estrosi  | UMP   |
| Nantes        | 287 845           |               | Patrick Rimbert*   | PS    |           | Johanna Rolland    | PS    |
| Strasbourg    | 272 222           |               | Roland Ries        | PS    |           | Roland Ries        | PS    |
| Montpellier   | 264 538           |               | Hélène Mandroux*   | PS    |           | Philippe Saurel    | DVG   |
| Bordeaux      | 239 399           |               | Alain Juppé        | UMP   |           | Alain Juppé        | UMP   |
| Lille         | 227 533           |               | Martine Aubry      | PS    |           | Martine Aubry      | PS    |
| Rennes        | 208 033           |               | Daniel Delaveau*   | PS    |           | Nathalie Appéré    | PS    |
| Reims         | 180 752           |               | Adeline Hazan      | PS    |           | Arnaud Robinet     | UMP   |
| Le Havre      | 174 156           |               | Édouard Philippe   | UMP   |           | Édouard Philippe   | UMP   |
| Saint-Étienne | 170 049           |               | Maurice Vincent    | PS    |           | Gaël Perdriau      | UMP   |
| Toulon        | 163 974           |               | Hubert Falco       | UMP   |           | Hubert Falco       | UMP   |
| Grenoble      | 157 424           |               | Michel Destot*     | PS    |           | Eric Piolle        | EELV  |
| Dijon         | 151 672           |               | François Rebsamen  | PS    |           | François Rebsamen  | PS    |

Bilan des élections sur les 17 communes de plus de 150 000 habitants : 8 maires PS ou apparentés, et  8 maires UMP ont été élus. Un maire EELV est également élu.

## Analyse des résultats

### Analyse globale
Ces élections sont marquées par une forte abstention et de nombreuses pertes pour la gauche. Sur les 509 communes de plus de 10 000 habitants détenues par la gauche après les élections de 2008, elle n'en conserve que 349. Parmi les pertes importantes : Toulouse, Amiens, Angers, Caen, Limoges (dirigée par la gauche sans interruption depuis 1944), Saint-Étienne, Reims, Tours. Grenoble est perdue par le PS au profit d'une liste EELV-PG et Montpellier au profit d'un maire divers gauche. Le PS conserve tout de même Paris, Lyon, Lille et Strasbourg et gagne Avignon grâce à une fusion entre les deux tours avec la liste du Front de gauche et l'existence d'une triangulaire (gauche/FN/droite). Montreuil, à l'issue d'une complexe réorganisation des rapports de force à gauche, voit un maire Front de gauche succéder à la maire EELV.
La droite passe de 433 à 572 villes de plus de 10 000 habitants : elle garde notamment Marseille, Bordeaux, Le Havre, Nice, Nancy, Nîmes, Orléans et Toulon et gagne de nombreuses villes.
Enfin, le FN réussit à gagner huit villes dont, pour la première fois, une ville dès le premier tour (Hénin-Beaumont). Par ailleurs, il réalise des résultats notables dans certaines villes sans toutefois réussir à les prendre : ainsi, les scores du FN atteignent ou dépassent les 30% dans des villes comme Brignoles, Perpignan, Graulhet, Villeneuve-sur-Lot, Forbach.

### Conséquences dans les intercommunalités
La direction de 51 % des 242 intercommunalités urbaines (communautés d’agglomération, communautés urbaines et métropoles) a été modifiée. Au terme du renouvellement des exécutifs à procéder au plus tard le 3 mai, la droite détient 62,8 % des présidences, 23 % de ces structures ayant basculé de gauche vers la droite, comme à la Communauté urbaine de Bordeaux ou Marseille Provence Métropole. La gauche conserve cependant la présidence quelques agglomérations comme Le Grand Narbonne, Limoges Métropole ou le Grand Angoulême malgré la perte des communes-centre. 70 % des exécutifs associent des élus de gauche et de droite, en général les maires de l'EPCI concerné. De même environ 70 % des EPCI sont dirigés par un membre de la majorité municipale de la ville la plus peuplée de l'intercommunalité.

### Les résultats du Front national
Chercheur associé au Centre d’études européennes, Florent Gougou dément une « poussée historique » du Front national mais décrit un retour au niveau global de 1995. Il souligne que le FN n'a « quasiment jamais mis l'UMP sous tension » étant donné la forte poussée de la droite, due à l'effondrement de la gauche. Toutefois, il estime que la « frontière » entre les électorats de droite et d'extrême droite n'est plus « étanche », des électeurs de FN n'hésitant plus à voter à droite quand celle-ci est en position de battre la gauche au second tour, comme à Limoges. Le basculement de territoires ancrés à gauche vers l'extrême droite s'expliquerait selon lui d'abord par la radicalisation d'électeurs de droite.

### Caractéristiques sociologiques des nouveaux élus

#### Parité
Un plus grand nombre de femmes sont candidates et élues du fait de l'obligation de parité abaissée aux villes de 1 000 habitants contre 3 500 précédemment et de l'obligation de parité dans la liste des élus intercommunaux. Sur la France entière, 312 694 hommes et 211 546 femmes sont élus soit un rapport restant de 60 % à  40 %. En effet, le taux d'élus tombe à 35 % dans les communes de moins de 1 000 habitants et au-delà, 87 % des têtes de listes sont des hommes alors que le nombre de sièges à pourvoir est impair. Sur 4 095 listes enregistrées dans les communes de plus de 10 000 habitants, 20 % avaient une tête de liste féminine. Toutefois, la progression est nette puisque le nombre d'élues est passé de 21 % en 1995, puis 34,8 % en 2008 à 40 % en 2014.
Avant les élections de 2014, 13,9 % des maires étaient des femmes, un taux passant sous les 10 % dans les villes de plus de 3 500 habitants, dont six dans les communes de plus de 100 000 habitants : Hélène Mandroux (PS) à Montpellier, Martine Aubry (PS) à Lille, Adeline Hazan (PS) à Reims, Maryse Joissains-Masini (UMP) à Aix-en-Provence, Dominique Voynet (EELV) à Montreuil et Huguette Bello (PLR) à Saint-Paul.
Le projet de loi sur l'« égalité réelle » entre les hommes et les femmes, adopté en première lecture à l'Assemblée nationale le 28 janvier 2014, prévoit de nouvelles mesures telles que la parité entre le maire et son premier adjoint. En 2014, la plus grande ville de France, Paris, élit une femme maire, Anne Hidalgo.
Seules 6 % des intercommunalités urbaines (15 sur 242) sont présidées par des femmes.

#### Diversité des origines
L'accession à des postes de premier plan de deux immigrés de première génération est particulièrement remarquée : Anne Hidalgo est élue maire de Paris, et Manuel Valls est nommé Premier Ministre le lendemain des élections. Tous deux sont nés en Espagne et ont été naturalisés français au cours de leur jeunesse,.
Quatre maires des minorités visibles sont élus dans des villes de plus de 30 000 habitants. Guadeloupéenne, la socialiste Hélène Geoffroy est élue à Vaulx-en-Velin (43 000 habitants, Rhône), tandis que le communiste Azzedine Taïbi, d'origine algérienne, est élu à Stains (35 000 habitants, Seine-Saint-Denis). L'ancienne ministre UMP Rachida Dati est réélue dans le 7e arrondissement de Paris, tout comme la sénatrice PS Samia Ghali dans le 8e secteur de Marseille. À Elbeuf (17 000 habitants, Seine-Maritime), le maire socialiste sortant, Djoudé Mérabet, d'origine algérienne est réélu. À Yèbles (Seine-et-Marne, 700 habitants), la nouvelle maire est Marieme Tamata-Varin (sans étiquette), une femme noire et musulmane. Mohand Hamoumou, fils de harki, est réélu à Volvic (4 000 habitants) dès le premier tour, tout comme Blaise Diagne à Lourmarin (Vaucluse) ou encore Xavier Cadoret, né Karim Kadouri, à Saint-Gérand-le-Puy (Allier, 1 000 habitants). D'origine togolaise, le socialiste Simon Worou est élu maire de Sainte-Juliette-sur-Viaur (Aveyron, 577 habitants) sur une liste sans étiquette.
En raison de la vague bleue, des maires sortants ont été battus :  Philippe N'Guyen Thanh à Vernon, Rafika Rezgui à Chilly-Mazarin, Eddie Aït à Carrières-sous-Poissy (Yvelines), battus par l'UMP. En Essonne, Sonia Dahou aux Ulis cède son siège à une liste divers gauche.
Le sociologue Éric Keslassy souligne un retard de la droite sur ces questions : « La question de la diversité, telle que mise en avant par Nicolas Sarkozy, est passée de mode à droite. [Même avant] l'UMP était dans une logique du symbole: elle mettait quelques personnes en avant mais sans mettre en place de politique structurelle. » Selon une étude du Haut Conseil à l'intégration, dans les villes de plus de 9 000 habitants, les conseillers municipaux d'origine extra-européenne étaient passé en 2008 de 1 069 à 2 343 (soit 6,68 % du total des élus). Selon une enquête du CRAN, les équipes sortantes comptaient 9 % d’adjoints issus de la diversité : « Ce n’est pas ridicule, puisque pour être équitable, il en faudrait 13 % ou 14 % » selon son président. En 2014, un sondage OpinionWay montrait que 44 % des Français déclaraient « prioritaire » ou « important » pour leur choix que les listes reflètent une diversité des origines.